# Limovce
Limovce este o localitate din comuna Vransko, Slovenia, cu o populație de 77 de locuitori.